# Smelser (Wisconsin)
Smelser es un pueblo ubicado en el condado de Grant en el estado estadounidense de Wisconsin. En el Censo de 2010 tenía una población de 794 habitantes y una densidad poblacional de 8,74 personas por km².

## Geografía
Smelser se encuentra ubicado en las coordenadas 42°38′22″N 90°29′11″O / 42.63944, -90.48639. Según la Oficina del Censo de los Estados Unidos, Smelser tiene una superficie total de 90.9 km², de la cual 90.9 km² corresponden a tierra firme y (0%) 0 km² es agua.

## Demografía
Según el censo de 2010, había 794 personas residiendo en Smelser. La densidad de población era de 8,74 hab./km². De los 794 habitantes, Smelser estaba compuesto por el 98.61% blancos, el 0.63% eran afroamericanos, el 0% eran amerindios, el 0.13% eran asiáticos, el 0% eran isleños del Pacífico, el 0.13% eran de otras razas y el 0.5% pertenecían a dos o más razas. Del total de la población el 0.25% eran hispanos o latinos de cualquier raza.